# Evrensel

Evrensel (türkisch für universal) ist eine linke türkische Tageszeitung. Sie wurde 1995 gegründet und gilt als inoffizielles Organ der türkischen Arbeiterpartei (EMEP). Sie wurde mehrmals verboten, ihre Journalisten wurden häufig festgenommen und von Staatsorganen gefoltert. Evrensel ist eine der wenigen Zeitungen in der Türkei, die nicht einem großen Medienkonzern gehört.
Um Verbote zu unterlaufen, benannte sich die Zeitung mehrere Male um, zunächst im November 1996 in Emek (Emek – Arbeit), 1998 in Yeni Evrensel (Neu), 2001 dann in Günlük Evrensel (Täglich). Sie führt einige Zeit den Zusatz Günlük in kleineren Buchstaben in ihrem Titelkopf, um die Kontinuität herauszustreichen. 
Ihre wichtigsten Kolumnisten sind Kamil Tekin Surek (Themen Wirtschafts- und Sozialpolitik), Celal Emiroğlu (Arbeit und Gewerkschaften), Serdar Derventli (Demokratie und Menschenrechte) und Ustun Akmen (Kultur). 
Ragip Zarakoğlu, der mit Schriften über türkische Tabuthemen, insbesondere den Völkermord an den Armeniern bekannt wurde, widmet sich besonders dem Ausgleich zwischen den verschiedenen Volksgruppen in der Türkei.
Die Zeitung erhielt im Losverfahren einen Platz als Beobachter im NSU-Prozess, den sie teilweise der Berliner Tageszeitung zur Verfügung stellte, die keinen Platz bekommen hatte.

## Fall Metin Göktepe
Internationales Aufsehen erregte der Fall ihres Reporters Metin Göktepe, der nach seiner Festnahme im Zuge einer Massenverhaftung am 8. Januar 1996 von elf Polizisten zu Tode geprügelt wurde. Dass nur fünf der Angeklagten wegen Körperverletzung mit Todesfolge verurteilt und die übrigen freigesprochen wurden, löste international Proteste aus. Die fünf Polizisten waren die ersten, die in der Türkei überhaupt wegen der Tötung eines Journalisten rechtskräftig verurteilt wurden. Gleichwohl wurden sie nach einem Jahr und acht Monaten in Haft im Zuge einer Amnestie freigelassen.

## Metin-Göktepe-Journalismuspreis
Um das Andenken an ihren getöteten Mitarbeiter zu bewahren und besondere Verdienste um die Pressefreiheit zu würdigen, vergibt Evrensel seit 1998 einen nach Metin Göktepe benannten Preis. Die in mehreren Kategorien verliehene Auszeichnung gehört zu den wichtigsten Preisen für kritischen Journalismus in der Türkei. Zu den bisher ausgezeichneten Journalisten gehören Nedim Şener (1998), Ahmet Şık (2001, 2001 und 2007) sowie Can Dündar, Erdem Gül und Zehra Doğan (2015).

## Schwestermedien
Am 3. Dezember 2007 wurde der Fernsehsender Hayatın Sesi TV ins Leben gerufen, der im selben Gebäude wie Evrensel ansässig war und bei dem es zahlreiche personelle Überschneidungen zur Zeitung Evrensel gab. Bereits seit Dezember 1991 erschien die monatliche Kulturzeitschrift Evrensel Kültür. Beide Medien wurden nach dem Putschversuch vom Juli 2016 per Notstandsdekret geschlossen.